# Ramdurg
Ramdurg (Kannada: ರಾಮದುರ್ಗ Rāmadurga; auch Ramdurga oder Ramadurga) ist eine Stadt im indischen Bundesstaat Karnataka mit rund 32.000 Einwohnern (Volkszählung 2011). 
Bis 1948 war sie Hauptstadt des Fürstenstaates Ramdurg.
Ramdurg liegt im Distrikt Belagavi im Nordwesten Karnatakas im Hochland von Dekkan auf einer Höhe von rund 570 Metern über dem Meeresspiegel am Ufer des Malprabha, eines Nebenflusses des Krishna. Die Stadt ist Hauptort des Taluks (Sub-Distrikts) Ramdurg. Die nächstgrößeren Städte sind Bagalkot 69 Kilometer nordöstlich und Belagavi 95 Kilometer westlich.
An die Herrschaft der Maharajas von Ramdurg erinnern in der Stadt noch die Festungsanlagen und der Ghotge-Palast.